# L'Écho des Sports
L'Écho des Sports est un hebdomadaire sportif français créé en 1904 et disparu en 1944.
Après la disparition du quotidien Le Vélo, plusieurs membres de l’ancienne rédaction du titre de presse s'associent pour créer L'Écho des Sports. Le premier numéro parait le samedi 24 septembre 1904 sous la direction des journalistes Paul Drouin et Henri Marquas ; il est présenté par Victor Breyer. Pendant plusieurs années, le nom de deux cofondateurs seront en une du journal : Robert Coquelle (ancien de la rubrique vélocipédie du Vélo) et Henri Marquas (ancien chef de la rubrique escrime et boxe du Vélo).
L'hebdomadaire parait tous les samedis sur un papier rose qui rappelle celui de l’ancien titre de presse Le Vélo. Concurrent de L'Auto, imprimé sur papier jaune, le titre de presse se place régulièrement en opposition aux thèses défendues par le principal quotidien sportif français de l’époque. Le siège se situe au 13, rue du Faubourg-Montmartre, en face de son concurrent qui travaille au 10.
Le journal a notamment pour plumes Marcel Delarbre, Maurice Pefferkorn, Albert Baker d'Isy, Félix Lévitan et Gaston Meyer.

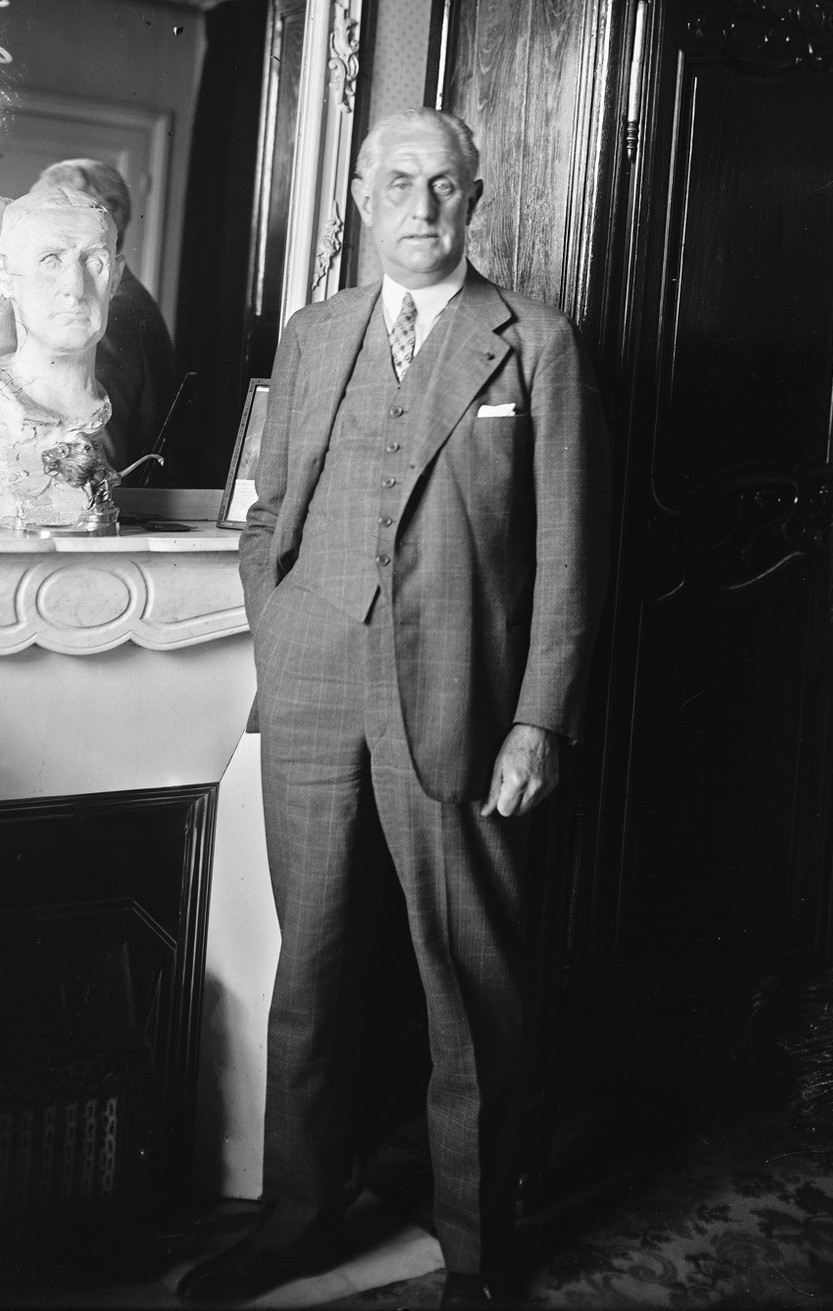
Le directeur historique de l’hebdomadaire, le journaliste Victor Breyer (ici en 1929).

En novembre 1938, le directeur historique du journal Victor Breyer annonce la disparition du journal en évoquant une baisse des recettes à cause de la Grande Dépression et de la concurrence de la radiographie ainsi que la forte hausse, presque du simple au triple en deux ans, des coûts de production,. Le journal réapparait en 1940, pendant la Seconde Guerre mondiale, sous la direction de Pierre Bardel, ancien chef de cabinet d'Henry Paté.